# Medelhavshästskonäsa
Medelhavshästskonäsa, tidigare även mellanhästskonäsa (Rhinolophus euryale) är en fladdermusart i familjen Hästskonäsor.

## Beskrivning
Medelhavshästskonäsan har en kroppslängd mellan 4,5 och 6 cm och vikt upp till 18 g. Pälsens färg är gråbrun och undersidan är ljusare än ovansidan. Dessutom har ungar en ljusare päls än vuxna exemplar. Även flygmembranens färg är gråbrun. Svansens längd är 2,2 till 3 cm, öronen är 1,7 till 2,7 cm stora, bakfötterna är 0,9 till 1,1 cm långa och underarmarnas längd ligger vid 4,3 till 5,1 cm.

### Näsbihang
Som alla hästskonäsor har den hudutskott kring näsöppningarna. Det mellersta av dessa utskott, sadeln, har ett karakteristiskt utseende som är till hjälp vid bestämningen: Den nedre delen har parallella sidor sedda framifrån, och med en smal spets, uppåt/utåtsträckt sedd från sidan.

## Vanor
Medelhavshästskonäsan börjar jaga strax efter solnedgången. Flykten är snabb och med tvära svängar. Födan består av olika insekter, bland annat nattflygande fjärilar. Den är mycket social, och kan sommartid bilda stora, könsblandade kolonier på upp till 1 000 djur. Denna fladdermus fångar sina byten under flyget och troligtvis plockar den även insekter från växter eller från marken. Födan transporteras vanligen till viloplatsen innan den äts. Medelhavshästskonäsan kan dela viloplatsen med andra hästskonäsor, med klaffnäsor samt med arter av släktena Plecotus, Myotis och Miniopterus (alla läderlappar).
Arten uppehåller sig i lövskog och beväxta våtmarker, sällsynt buskvegetation. Den undviker barrskog. Grottor och gruvor används både för dagviste och vintersömn. Vintersömnen är lätt, och tillbringas individuellt eller i mindre grupper.
Före ungarnas födelse bildar honor egna kolonier som är skilda från hannarna. Per kull föds en enda unge som blir självständig efter cirka 50 dagar. Liksom hos andra hästskonäsor är lätet som används för ekolokaliseringen 20 till 30 millisekunder lång. Det har hos Rhinolophus euryale en maximal frekvens av 108 kHz. Hannar blir könsmogna efter 15 till 26 månader och honor efter 24 till 36 månader.

## Utbredning
Arten finns i Nordafrika och norra Medelhavsområdet med undantag av Sydspanien. Den finns också i Mindre Asien och Mellanöstern.

## Status
Medelhavshästskonäsan är globalt nära hotad ("NT").